# Peribatodes francosuevica
Peribatodes francosuevica là một loài bướm đêm trong họ Geometridae.